# توماس هايز (ملاكم)
توماس هايز (بالإنجليزية: Thomas Hayes)‏ مواليد 16 مارس 1981 في شيكاغو، هو ملاكم محترف أمريكي يصنف ضمن فئة الوزن الثقيل.

## المسيرة الاحترافية
من نزالاته:
- خسر أمام كريس أريولا بالضربة القاضية (2007/09/21).

## إحصائيات
خاض خلال مسيرته 28 نزالا، فاز في 26 ولم يتعادل وخسر في 2. فاز بالضربة القاضية في 18 نزالا.

## روابط خارجية
- توماس هايز على موقع بوكس ريك (الإنجليزية) (registration required)